# Апеляційний суд Луганської області
Апеляційний суд Луганської області — колишній загальний суд апеляційної (другої) інстанції, розташований у місті Луганську, юрисдикція якого поширювалася на Луганську область (після початку російської агресії — на контрольовану Україною її частину).
Апеляційний суд Луганської області припинив свою діяльність під час загострення ситуації в Луганську, у липні 2014 року (офіційно — з 20 серпня). Згідно з розпорядженням Вищого спеціалізованого суду від 2 вересня 2014, розгляд справ, підсудних цьому суду, здійснювалося Апеляційним судом Харківської області.
Суд відновив роботу в Сєвєродонецьку згідно з наказом голови суду 18 листопада 2014, а почав здійснювати правосуддя згідно з розпорядженням ВСС — з 17 лютого 2015 року.
Суд здійснював правосуддя до початку роботи Луганського апеляційного суду, що відбулося 3 жовтня 2018 року.

## Керівництво
Голова суду — Гаврилюк Володимир Кузьмич
 Заступник голови суду — Кострицький Віталій Володимирович
 Керівник апарату — Басанська Тетяна Миколаївна.

## Показники діяльності у 2015 році
У 2015 році в суді перебувало 1872 справи, з яких розглянуто 1673.
Скасовано 14 судових рішень (0,83 %).
Середня кількість розглянутих справ на одного суддю — 38.